# فاطمة البنداري
فاطمة البنداري، ممثلة إماراتية.

## حياتها
درست علم الاجتماع في جامعة العين، دخلت عالم الفن وقدمت العديد من الأدوار التمثيلية وشاركت في العديد من المسلسلات الخليجية أهمها حاير طاير و طاش ما طاش وعمى ألوان.

## أعمالها

### المسلسلات
- حاير طاير
- عمى ألوان
- عيال بوناصر
- مؤتمرات عائلية
- أخر أيام العمر
- طاش مطاش 16
- شيبه الريح
- طماشة 6
- احلا أيام
- عود حي
- مسرحيه فاشونيستا
- بنت صوغان[2][3]
- شعبان في رمضان
- غشمشم
- دار الزين
- فيلم بيت المغتربات